# Globigerinopsoides
Globigerinopsoides es un género de foraminífero planctónico de la familia Catapsydracidae, de la superfamilia Globorotalioidea, del suborden Globigerinina y del orden Globigerinida. Su especie tipo es Globigerinopsoides algeriana. Su rango cronoestratigráfico abarca desde el Aquitaniense (Mioceno inferior) hasta la Serravalliense (Mioceno medio).

## Descripción
Globigerinopsoides incluye especies con conchas trocoespiraladas, con estadio final estreptoespiralado, globigeriniformes, de trocospira moderadamente alta; sus cámaras son globulares u ovaladas, creciendo en tamaño de manera rápida; sus suturas intercamerales son incididas y rectas; su contorno ecuatorial es subcuadrado y lobulado; su periferia es redondeada; su ombligo es pequeño, y generalmente cubierto en el estadio estreptoespiralado; su abertura principal era interiomarginal, inicialmente umbilical-extrumbilical y finalmente espiro-umbilical, con forma de arco amplio, y rodeada por un estrecho labio; presentan una o más aberturas secundarias suturales en el lado espiral; presentaban pared calcítica hialina, perforada con poros en copa y superficie fuertemente reticulada y espinosa, con crestas interporales y bases de espinas, y pustulada en el área umbilical.

## Discusión
Clasificaciones posteriores han incluido Globigerinopsoides en la familia Globigerinidae.

## Clasificación
Globigerinopsoides incluye a la siguiente especie:
- Globigerinopsoides algeriana †

Otra especie considerada en Globigerinopsoides es:
- Globigerinopsoides apertasuturalis †